# Margherita Chavarria
Margherita Chavarria  – włoska brydżystka.

## Wyniki brydżowe

### Zawody światowe
W zawodach światowych uzyskała następujące rezultaty.
| Mistrzostwa Świata. Konkurencja teamów | Mistrzostwa Świata. Konkurencja teamów | Mistrzostwa Świata. Konkurencja teamów     | Mistrzostwa Świata. Konkurencja teamów | Mistrzostwa Świata. Konkurencja teamów | Mistrzostwa Świata. Konkurencja teamów |
| Rok                                    | Miejsce                                | Zawody                                     | Kategoria                              | Drużyna                                | Pozycja                                |
| -------------------------------------- | -------------------------------------- | ------------------------------------------ | -------------------------------------- | -------------------------------------- | -------------------------------------- |
| 2014                                   | Stambuł                                | 15. Drużynowe Mistrzostwa Świata Młodzieży | Dziewczęta                             | Italy                                  | 3                                      |
| 2012                                   | Taicang                                | 14. Drużynowe Mistrzostwa Świata Młodzieży | Dziewczęta                             | Italy                                  | 3                                      |
| 2011                                   | Opatija                                | 2. Światowy Kongres Młodzieży              | Juniorzy                               | Italy Girls                            | 19                                     |
| 2011                                   | Opatija                                | 2 Światowy Kongres Młodzieży               | Juniorzy BAM                           | Italy Girls                            | 16                                     |

| Mistrzostwa Świata. Konkurencja par | Mistrzostwa Świata. Konkurencja par | Mistrzostwa Świata. Konkurencja par | Mistrzostwa Świata. Konkurencja par | Mistrzostwa Świata. Konkurencja par | Mistrzostwa Świata. Konkurencja par |
| Rok                                 | Miejsce                             | Zawody                              | Kategoria                           | Partner                             | Pozycja                             |
| ----------------------------------- | ----------------------------------- | ----------------------------------- | ----------------------------------- | ----------------------------------- | ----------------------------------- |
| 2011                                | Opatija                             | 2. Światowy Kongres Młodzieży       | Juniorzy                            | Flavia Lanzuisi                     | 39                                  |

### Zawody europejskie
W europejskich zawodach zdobyła następujące lokaty:
| Zawody europejskie. Konkurencja teamów | Zawody europejskie. Konkurencja teamów | Zawody europejskie. Konkurencja teamów    | Zawody europejskie. Konkurencja teamów | Zawody europejskie. Konkurencja teamów | Zawody europejskie. Konkurencja teamów |
| Rok                                    | Miejsce                                | Zawody                                    | Kategoria                              | Drużyna                                | Pozycja                                |
| -------------------------------------- | -------------------------------------- | ----------------------------------------- | -------------------------------------- | -------------------------------------- | -------------------------------------- |
| 2013                                   | Wrocław                                | 24. Młodzieżowe Mistrzostwa Europy Teamów | Dziewczęta                             | Italy                                  | 3                                      |
| 2013                                   | Ostenda                                | 6. Otwarte Mistrzostwa Europy             | Kobiety                                | Italia 2                               | 9                                      |
| 2011                                   | Albena                                 | 23. Młodzieżowe Mistrzostwa Europy Teamów | Dziewczęta                             | Italy                                  | 4                                      |
| 2009                                   | Braszów                                | 22. Młodzieżowe Mistrzostwa Europy Teamów | Dziewczęta                             | Italy                                  | 11                                     |
| 2009                                   | Braszów                                | 22. Młodzieżowe Mistrzostwa Europy Teamów | Młodzież Szkolna                       | Italy                                  | 10                                     |
| 2007                                   | Jesolo                                 | 21. Młodzieżowe Europy Teamów             | Dziewczęta                             | Italy                                  | 7                                      |

| Zawody europejskie. Konkurencja par | Zawody europejskie. Konkurencja par | Zawody europejskie. Konkurencja par    | Zawody europejskie. Konkurencja par | Zawody europejskie. Konkurencja par | Zawody europejskie. Konkurencja par |
| Rok                                 | Miejsce                             | Zawody                                 | Kategoria                           | Partner                             | Pozycja                             |
| ----------------------------------- | ----------------------------------- | -------------------------------------- | ----------------------------------- | ----------------------------------- | ----------------------------------- |
| 2012                                | Vejle                               | 11. Młodzieżowe Mistrzostwa Europy Par | Miksty Młodzieżowe                  | Gabriele Zanasi                     | 125                                 |
| 2012                                | Vejle                               | 11. Młodzieżowe Mistrzostwa Europy Par | Dziewczęta                          | Flavia Lanzuisi                     | 9                                   |
| 2010                                | Opatija                             | 10. Młodzieżowe Mistrzostwa Europy Par | Dziewczęta                          | Margherita Costa                    | 14                                  |
| 2008                                | Wrocław                             | 9. Młodzieżowe Mistrzostwa Europy Par  | Dziewczęta                          | Giorgia Botta                       | 17                                  |